# Chiesa dei Santi Magi
La chiesa dei Santi Magi è un luogo di culto cattolico di Legnano. Dedicata ai Magi, è riferimento del quartiere Olmina.

## Storia
La chiesa è stata edificata nei pressi delle cascine conosciute in legnanese come cassina d'ul Mina, dal nome del primo padrone. In seguito il nome è stato in italianizzato in "Cascina Olmina". Secondo alcune ipotesi, l'edificio, in origine, potrebbe essere stato costruito su un precedente oratorio di una famiglia nobiliare della zona. Questo oratorio fu oggetto di depredazione da parte di Federico Barbarossa, che razziò l'Altomilanese nel 1160 durante una delle sue discese in Italia prima della battaglia di Legnano.
Nel 1791 gli abitanti dell'Olmina erano 71. In tutto Legnanello, cioè nel quartiere legnanese in cui sorgeva la cascina Olmina, dimoravano invece 746 abitanti. Questo censimento fu fatto dal prevosto di Legnano don Francesco Lavazza.
La sua costruzione è stata voluta dai fratelli Lampugnani e venne approvata da Luigi Lanzio Vicario il 30 ottobre del 1689. La costruzione, che è poi avvenuta all'inizio del Settecento, è stata contestuale all'intitolazione ai Santi Magi.
La struttura dell'edificio è stata in parte ricostruita in seguito a danni subiti durante la seconda guerra mondiale.
In seguito all'aumento della popolazione dell'Olmina, la chiesa dei Santi Magi è stata elevata a parrocchiale il 20 luglio 1986. Precedentemente, era una chiesa ausiliaria della chiesa del Santo Redentore. La decisione della costituzione della parrocchia fu presa a seguito dell'incremento degli abitanti del quartiere, arrivati ad oltre 1.500 negli anni novanta del XX secolo.
Negli Anni Dieci del XXI secolo, complice anche la mancanza di sacerdoti dovuta al calo delle vocazioni, la chiesa dei Santi Magi è tornata ad essere ausiliaria della Chiesa del Santo Redentore.

## La chiesa e le opere artistiche
È di un'unica navata di 6 metri per 14 con un'abside in fondo al corpo principale della chiesa. Dalla costruzione, l'edificio religioso ha avuto parecchie modifiche. Le tre ristrutturazioni più importanti sono avvenute nel XX secolo. L'ultima, che seguì l'elevazione della parrocchia, fu eseguita nell'ottobre 1988. Durante questi ultimi lavori, la chiesa è stata ampliata con la costruzione di due nuove piccole navate senza però intaccare l'aspetto settecentesco dell'edificio.
Nella chiesa è conservato un dipinto del 1711 raffigurante l'adorazione dei Magi attribuita ai fratelli Lampugnani. Questa tela è una copia di un quadro secentesco opera di Giulio Cesare Procaccini che fu in seguito traslato a Milano. In tempi più recenti, la chiesa è stata ridipinta internamente e adornata con decorazioni del pittore Emilian Nicula rappresentanti alcuni momenti della vita di Gesù e 12 piccoli quadri rappresentanti i 12 apostoli. Sul portale esterno della chiesa si può notare un altorilievo di bronzo che rappresenta l'adorazione dei Santi Magi.
Annesso all'edificio è presente un centro parrocchiale, che è stato inaugurato il 4 ottobre 1992.

## Il campanile
Il campanile della chiesa è dotato di tre campane, che hanno, rispettivamente, un diametro di 47 cm, 53 cm e 59 cm. La prima, che è la più vecchia, è stata realizzata nel 1855, mentre le altre due sono le più recenti e risalgono al 1877.
Il 7 ottobre 2014 il sagrestano ha suonato per l'ultima volta le campane manualmente. Dal 13 ottobre 2014 è entrato in funzione un sistema di controllo automatizzato. La programmazione prevede alle ore 7.00, 12.00 e 19.30 l'Ave Maria di Lourdes. L'orario è segnalato ogni mezz'ora.
Il vano delle campane viene illuminato ogni sera dalle 19 alle 24. Durante le festività è possibile notare dei nastri colorati che dal campanile sovrastano il viale d'accesso all'oratorio. Durante la fiaccolata d'apertura dell'oratorio, il campanile viene illuminato con i colori della contrada Legnarello (giallo e rosso).